# 透明软骨
透明软骨（Hyaline cartilage）是三种软骨组织中的一种，由软骨细胞与细胞外基质组成。因新鲜的透明软骨组织是半透明的，故名“透明软骨”。人体中三种软骨以透明软骨占比最大。
人体的关节软骨（关节面）、呼吸道软骨、肋软骨都是透明软骨。人类胚胎的骨骼系统也由透明软骨组成。

## 组织学
透明软骨由位于软骨陷窝中的软骨细胞与包围软骨细胞的细胞外基质组成，无血管或神经分布。新鲜透明软骨中含75%的水，除水以外，细胞外基质的主要成分为2型胶原蛋白以及硫酸软骨素。除关节软骨外，其它的透明软骨外都由一层名为软骨膜的组织包裹。软骨膜外层中含有成纤维细胞以及胶原纤维、弹性纤维，内层含有未成熟的软骨细胞（成软骨细胞）。
经H&E染色的透明软骨呈现微弱嗜碱性。

## 分布
人体中透明软骨是占比最大的一种软骨，关节软骨（关节面）、甲狀軟骨、呼吸道软骨、肋软骨都是透明软骨。此外，发育中的骨骼也属于透明软骨。人胚胎的骨骼系统也由透明软骨组成。

## 损伤与修复
透明软骨组织中的软骨细胞增殖慢，出现较严重损伤时将难以自我修复。一般受损的透明软骨会由纤维软骨替代，但因为纤维软骨的物理性质与生理学性质与原本的透明软骨有明显差异，可能会引起软骨退变、神经再支配。受损部位可能在数年后出现疼痛。